# Marie Alizon
Marie Alizon (Rennes, 9 de maig de 1921 - Auschwitz, 4 de juny de 1943) va ser una militant bretona de la Resistència francesa.

## Biografia
Filla d'hotelers, pren la direcció de l'empresa familiar quan la seva mare cau greument malalta. Maria i la seva germana Simone Alizon contactaren amb la xarxa Johnny a l'octubre de 1941. Aquesta xarxa operava a Gran Bretanya des de març de 1941 i s'ocupava principalment de vaixells de guerra alemanys estacionats a Brest, quan, com a resultat dels arrests, la xarxa hagué d'abandonar els seus punts d'emissió de Finisterre. Es va traslladar a Rennes i Marie Alizon i la seva germana Simone rebien la informació codificada que posteriorment transmetien a les estacions de ràdio que radiotelegrafiaven a Londres. Hi havia dos operadors de ràdio a l'hotel, on els membres de la xarxa rebien asil quan viatjaven a Rennes.
La Feldgendarmerie va arrestar Marie i Simone Alizon el 13 i 17 de març de 1942. Foren empresonades uns dies a Rennes, i d'allí foren transferides a la presó de La Santé a París, després a la centre de detenció de Fresnes i finalment, el 10 de novembre 1942 al Fort de Romainville. Cap al gener de 1943 s'assabenten de la mort de la seva mare, esdevinguda el 5 de juliol de 1942.
Ambdues són deportades al camp d'Auschwitz el 24 de gener de 1943 (amb el comboi dels 31.000). Marie va morir, esgotada, a causa d'una otitis sense tractat després d'haver estat transferida al revier el 4 de juny de 1943. Simone Alizon va sobreviure als camps, tot i conservar importants seqüeles. Es va casar amb un dels fundadors de la xarxa Johnny, Jean Le Roux.